# Altenthann
Altenthann település Németországban, azon belül Bajorországban. Lakosainak száma 1514 fő (2023. december 31.).

## Népesség
A település népessége az elmúlt években az alábbi módon változott:
| Lakosok száma | 413  | 1235 | 998  | 1315 | 1538 | 1522 | 1517 | 1502 | 1461 | 1514 |
|               | 1875 | 1950 | 1975 | 1987 | 2012 | 2014 | 2016 | 2017 | 2021 | 2023 |